# یانیک ماکوتا
یانیک ماکوتا (انگلیسی: Yannick Makota؛ زادهٔ ۲۰ ژانویهٔ ۱۹۹۲) بازیکن فوتبال اهل فرانسه است.